# Byctiscus puberulus
Byctiscus puberulus là một loài bọ cánh cứng trong họ Rhynchitidae. Loài này được Motschulsky miêu tả khoa học năm 1860.